# Niccolò Cacciatore
Niccolò Cacciatore, né le 26 janvier 1770 à Casteltermini, en Sicile (alors dans le royaume de Naples) et mort le 28 janvier 1841 à Palerme, est un astronome sicilien.

## Biographie
Destiné enfant à la vie ecclésiastique, Niccolò Cacciatore étudie les mathématiques et la physique à Palerme ; il y rencontre l'astronome Giuseppe Piazzi.
Il collabore ensuite avec Piazzi à la compilation des catalogues d'étoiles publiés par l'observatoire de Palerme en 1803 et en 1814. C'est dans ce dernier que, 45 ans après, Thomas William Webb (en), astronome anglais, découvre que Cacciatore a subrepticement donné son nom à deux étoiles de la constellation du Dauphin : la traduction de son nom en latin est en effet « Nicolaus Venator » ; en lisant de droite à gauche chacun des mots, on trouve Sualocin et Rotanev, nom des deux étoiles.
En 1817, Cacciatore succède à Piazzi (déplacé à Naples pour achever la construction de l'observatoire de Capodimonte) à la direction de l'observatoire de Palerme.
En 1820, il devient membre de la législature du royaume des Deux-Siciles.
Le 19 mars 1826, il découvre l'amas globulaire NGC 6541 situé dans la constellation de la Couronne australe. L'astronome James Dunlop le découvre aussi le 3 juillet de la même année, indépendamment, à l'observatoire de Parramatta en Australie.
Il était membre de la Royal Society et de l'Académie américaine des arts et des sciences. On a de lui un portrait remarquable peint par Giuseppe Patania. À sa mort, son deuxième fils, Gaetano (1814-1889), lui succède à la tête de l'observatoire.

## Publications
- (it) Della cometa apparsa in settembre del 1807 — Osservazioni, e risultati, 1808
- (it) Della cometa apparsa in luglio del 1819 — Osservazioni e risultati, 1819
- (it) Sul modo di ridurre ad unico sistema le osservazioni meteorologiche, Palermo, Tipografia di Filippo Solli, 1832 (lire en ligne)Sous forme de lettre au commendatore Giovanni Daniele.

### Communications
- (en) « Extract of a letter from Captain Smyth to the president [of the Royal Society], containing the translation of a notice from M. Cacciatore », dans Monthly Notices of the Royal Astronomical Society, vol. 3, no 18, 11 décembre 1835

### Autobiographie
- (it) Biografia di Niccolò Cacciatore, astronomo dell'osservatorio di Palermo, scritta da se medesimo […] (OCLC 557832534) — Avec notes d'Erasmo Fabri Scarpellini.

### Liste de titres
- (de) Benjamin Valz an Herrn, Schreiben des Herrn Cacciatore, dans Astronomische Nachrichten, juin 1847, vol. 25, no 26, p. 393 Bibcode : 1847AN.....25..393C